# Стокротки (фільм, 1966)
«Стокро́тки» (чеськ. Sedmikrásky) — чехословацький кольоровий експериментальний фільм 1966 року режисерки Віри Хитілової. Фільм є головною роботою Чеської нової хвилі 1960-х років.

## Сюжет
Двоє молодих дівчат Марія І та Марія ІІ, засмагаючи в бікіні, роблять висновок, що якщо весь світ зіпсувався, то й вони не повинні відрізнятися. Тому вони забавля́ються нехитрими розвагами — обманюють очікування кавалерів, грають і крутять ними, набивають собі животи, б'ють посуд і руйнують бенкетний зал.

## Ролі виконують
- Їтка Цергова[cs] — Марія І
- Іванна Карбанова[cs] — Марія ІІ
- Марія Чешкова
- Ян Клюсак[cs]

## Навколо фільму
- Кінострічка входить до списку «1001 фільм, які ви повинні побачити, перш ніж померти»[en].
- Фільм викликав ажіотаж на закордонних фестивалях та зазнав критичних зауважень всередині країни настільки, що наступний фільм Віри Хитілової «Дуже пізній полудень фавна»[cs] вийшов аж у 1983 році.[7]

## Нагороди
- 1969 Гран-прі Асоціації кінокритиків Бельгії